# Вауни, Сурен
Сурен Вауни (арм. Սուրեն Վահունի; 12 декабря 1910, Заритап, Кавказское наместничество — 25 марта 1983) — советский армянский деятель искусств, поэт, публицист, переводчик, Заслуженный деятель культуры Армянской ССР.

## Биография
Родился в 1910 году в селении Пашалу. Член КПСС.
С 1926 года — на творческой работе.
Сочинения:
- сборник «Две песни» (1930);
- сборник «Боевые песни» (1938);
- «Баллада о партизане, его жене и коне» (1933);
- «Баллада о синеоком мальчике и солнце» (1933) (посвящена Гражданской войне);
- стихотворения «Песнь о солдатских сапогах» (1943), «Волга», «Советская Армения» (1943);
- сборник «На запад» (1943)
- стихотворения «Белый дом» (1948), «Севан» (1949) и др.

Перевёл на армянский язык «Слово о полку Игореве», а также «Бахчисарайский фонтан» А. С. Пушкина, «Декамерон» Дж. Боккаччо/
Умер после 1980 года.